# Ordem da Cruz da Liberdade
A Ordem da Cruz da Liberdade (em finlandês: Vapaudenristin ritarikunta; em sueco: Frihetskorsets orden) é uma das três ordens oficiais do estado na Finlândia, juntamente com a Ordem da Rosa Branca da Finlândia e a Ordem do Leão da Finlândia.
As condecorações da Ordem da Cruz da Liberdade podem ser concedidas tanto por méritos civis quanto militares. Eles são geralmente conferidos no Dia da Bandeira das Forças de Defesa Finlandesas e no Dia da Independência da Finlândia, mas também podem ser concedidos em outras ocasiões, conforme necessário.
Com exceção da Cruz de Mannerheim, a classe de uma condecoração a ser conferida depende da patente militar do destinatário ou de um status civil equivalente. As Cruzes da Liberdade são concedidas principalmente a oficiais, enquanto as Medalhas da Liberdade são dadas a suboficiais e praças. A Cruz da Liberdade é concedida por méritos militares com espadas e por méritos civis sem espadas. Para reconhecer o desempenho excepcional na linha de frente ou a liderança em tempos de guerra, a Cruz da Liberdade pode ser conferida a um soldado adornada com folhas de carvalho. A Medalha da Liberdade é concedida a militares, enquanto a Medalha de Mérito da Cruz da Liberdade é concedida a civis. Em tempos de guerra, a Cruz da Liberdade com espadas ou a Medalha da Liberdade também podem ser concedidas a civis.
A Cruz de Mannerheim também é a mais alta condecoração militar finlandesa por bravura e pode ser concedida em duas classes.

## Organização
O Presidente da Finlândia é o Grão-Mestre da Ordem da Rosa Branca da Finlândia e da Ordem do Leão da Finlândia, e geralmente também da Ordem da Cruz da Liberdade, cujo título de Grão-Mestre está associado ao cargo de Comandante-em-chefe. Todas essas ordens são administradas por conselhos compostos por um chanceler, um vice-chanceler e pelo menos quatro membros. As ordens da Rosa Branca da Finlândia e do Leão da Finlândia têm uma diretoria conjunta.

## História
A Ordem da Cruz da Liberdade foi fundada em 4 de março de 1918,  por iniciativa do regente da Finlândia Carl Gustaf Emil Mannerheim. Ele havia contratado o artista Akseli Gallen-Kallela para projetar prêmios e outras insígnias para o Exército Branco no final de fevereiro de 1918. 
Os desenhos de Gallen-Kallela foram confirmados pelo Senado Finlandês na fundação da ordem em sete classes: grande cruz, cruz da liberdade (1ª a 4ª classe) e medalha da liberdade (1ª e 2ª classe).  Como a Ordem da Cruz da Liberdade foi inicialmente estabelecida para recompensar méritos de guerra, o regente Mannerheim decidiu cessar a atribuição destas condecorações no primeiro aniversário do início da Guerra Civil Finlandesa, 28 de janeiro de 1919  e a ordem foi essencialmente extinta a partir desse dia.
A eclosão da guerra em 1939 entre a Finlândia e a União Soviética destacou a necessidade de recompensar soldados e civis durante a guerra. Imediatamente após o início da Guerra de Inverno, Mannerheim, que havia sido nomeado Comandante-em-Chefe das Forças de Defesa Finlandesas, iniciou o restabelecimento da Cruz da Liberdade e das Medalhas da Liberdade. O presidente Kyösti Kallio emitiu um decreto em 8 de dezembro de 1939,   relativo à atribuição das Cruzes e Medalhas da Liberdade. Este decreto seguiu em grande parte as disposições estabelecidas anteriormente em 1918. A mudança mais significativa foi que o Presidente autorizou o Comandante-em-Chefe a conferir todas as Cruzes e Medalhas da Liberdade.  A Ordem da Cruz da Liberdade foi tornada uma ordem permanente em 16 de dezembro de 1940.  
Um decreto emitido em 18 de agosto de 1944 permitiu que as condecorações fossem concedidas em tempos de paz. No mesmo decreto, Mannerheim (1867–1951) foi designado Grão-Mestre vitalício, após o que o título passaria para o Comandante-em-Chefe das Forças de Defesa Finlandesas.
As condecorações da ordem foram concedidas em grande número durante a Segunda Guerra Mundial, em parte porque o Marechal Mannerheim emitiu uma ordem para que soldados feridos fossem condecorados por seu sacrifício, e a Finlândia não tem uma condecoração separada para feridos. A Cruz da Liberdade é normalmente reservada para oficiais comissionados, enquanto a Medalha da Liberdade é concedida a soldados de patente júnior e suboficiais.
A Cruz da Liberdade tem uma fita vermelha quando é concedida em tempos de guerra e uma fita amarela quando é concedida em tempos de paz.

## Lista de condecorações da Ordem da Cruz da Liberdade
| Grã-Cruz da Ordem da Cruz da Liberdade Vapaudenristin suurristi (VR SR) Frihetskorsets storkors (FrK SK)                                      | | | | |       |
| Sem Espadas | Com Espadas | Notas | Notas | Notas |       |
| | | A Grã-Cruz da Ordem da Cruz da Liberdade é uma grande cruz de medalha esmaltada em branco, medindo 53 mm de altura e largura. No centro, há uma rosa heráldica esmaltada em branco, com bordas douradas, sobre fundo preto, circundada por um estreito anel dourado. Uma suástica dourada está incrustada nos braços da cruz. Quando a condecoração é concedida por méritos em tempo de guerra, ela é fixada a uma fita vermelha de 102 mm de largura, com uma faixa branca de 3 mm de largura a 2 mm de cada borda. Quando concedida por méritos em tempo de paz, ela é fixada a uma fita amarela, com uma faixa vermelha de 3 mm de largura a 2 mm de cada borda. A fita é usada do ombro direito ao quadril esquerdo. A estrela peitoral da Grã-Cruz é uma estrela prateada de cinco pontas, usada no lado esquerdo do peito. A distância do centro até as pontas dos raios radiantes é de 44 mm. No centro, encontra-se uma rosa heráldica de 33 mm de diâmetro, esmaltada em branco e com bordas douradas, sobre uma suástica dourada sobre fundo de esmalte preto. Este desenho central é circundado por uma moldura circular dourada com fundo de esmalte vermelho, com a inscrição em letras douradas "ISÄNMAAN PUOLESTA" ("Pela Pátria"). As espadas na estrela do peito são posicionadas de forma que seus punhos repousem sobre os dois raios voltados para baixo da estrela. O motivo central cobre parte das espadas, com suas pontas ressurgindo simetricamente em ambos os lados do raio voltado para cima. A estrela de peito pertencente à Grã-Cruz concedida sem espadas é idêntica à versão com espadas, exceto que não inclui as espadas. | | |       |
| Cruz da Liberdade, 1ª Classe com Estrela 1. luokan Vapaudenristi rintatähtineen (VR 1 rtk.) Frihetskorsets 1. klass med kraschan (FrK 1 mkr.) | | | | |       |
| Sem Espadas | Com Espadas | Por Bravura | Notas | Notas | Notas |
| | | | A Cruz da Liberdade, 1ª Classe com estrela, é semelhante em aparência à Grande Cruz, mas mede 49 mm de altura e largura. Quando concedida por méritos em tempos de guerra, é usada em volta do pescoço com uma fita vermelha de 41 mm de largura, com uma faixa branca de 2 mm de largura a 1,5 mm de cada borda. Quando concedida por méritos em tempos de paz, é usada com uma fita amarela de 41 mm de largura, com uma faixa vermelha de 2 mm de largura a 1,5 mm de cada borda. A Cruz da Liberdade, 1ª Classe com estrela sem espadas é semelhante à cruz concedida com espadas, mas o desenho da coroa corresponde ao da Grande Cruz concedida sem espadas. As estrelas de peito pertencentes a esta condecoração são idênticas em design às estrelas de peito da Grã-Cruz, tanto com quanto sem espadas, mas a distância do centro às pontas dos raios radiantes é de 41 mm, e o diâmetro da parte central é de 29 mm. As estrelas de peito são usadas no lado esquerdo do peito. O prêmio por bravura com folhas de carvalho só pode ser concedido junto com as espadas. | |       |
| Cruz da Liberdade, 1ª Classe 1. luokan Vapaudenristi (VR 1) Frihetskorsets 1. klass (FrK 1)                                                   | | | | |       |
| Sem Espadas | Com Espadas | Por Bravura | Notas | Notas | Notas |
| | | | Cruz da Liberdade, 1ª Classe, com e sem espadas, são idênticas às descritas acima, mas não incluem a estrela do peito. | |       |
| Cruz da Liberdade, 2ª Classe 2. luokan Vapaudenristi (VR 2) Frihetskorsets 2. klass (FrK 2)                                                   | | | | |       |
| Sem Espadas | Com Espadas | Por Bravura | Notas | Notas | Notas |
| | | | A Cruz da Liberdade, 2ª Classe com espadas, é semelhante em aparência à Grã-Cruz com espadas, mas mede 40 mm de altura e largura. Quando concedida por méritos em tempo de guerra, é usada no peito em uma fita vermelha de 31 mm de largura com uma roseta, apresentando uma faixa branca de 1,5 mm de largura a 1 mm de cada borda. Para méritos em tempo de paz, é usada em uma fita amarela de 31 mm de largura, que possui uma faixa vermelha de 1,5 mm de largura a 1 mm de cada borda. A Cruz da Liberdade, 2ª Classe sem espadas é idêntica à versão com espadas, mas apresenta um desenho de coroa semelhante ao da Grande Cruz concedida sem espadas. | |       |
| Cruz da Liberdade, 3ª Classe 3. luokan Vapaudenristi (VR 3) Frihetskorsets 3. klass (FrK 3)                                                   | | | | |       |
| Com Cruz Vermelha | Sem Espadas | Com Espadas | Por Bravura | Notas | Notas |
| | | | | A Cruz da Liberdade, 3ª Classe, com espadas, tem o mesmo tamanho que a Cruz da Liberdade, 2ª Classe, mas é feita de ferro oxidado preto. A rosa heráldica no centro, a suástica nos braços da cruz e o desenho da coroa são de prata dourada. Para méritos de guerra, a condecoração é usada no peito com uma fita vermelha de 31 mm de largura com uma roseta, apresentando duas faixas brancas de 2 mm de largura com uma faixa central vermelha de 4,5 mm de largura entre elas. Para méritos de paz, é usada com uma fita amarela de 31 mm de largura com duas faixas vermelhas de 2 mm de largura e uma faixa central amarela de 4,5 mm de largura entre elas. A Cruz da Liberdade, 3ª Classe, sem espadas, tem o mesmo tamanho da versão com espadas, mas é feita de esmalte azul-escuro e engastada em prata dourada. A rosa heráldica no centro, a suástica nos braços da cruz e o desenho da coroa, combinando com o da Grã-Cruz sem espadas, são de prata dourada.  |       |
| Cruz da Liberdade, 4ª Classe 4. luokan Vapaudenristi (VR 4 / VR 4 ra) Frihetskorsets 4. klass (FrK 4 / FrK 4 fr)                              | | | | |       |
| Com Cruz Vermelha | Sem Espadas | Com Espadas | Por Bravura | Notas | Notas |
| | | | | A Cruz da Liberdade, 4ª Classe com Espadas, é idêntica em aparência e tamanho à Cruz da Liberdade, 3ª Classe com Espadas. No entanto, a rosa heráldica no centro, a suástica nos braços da cruz e o desenho da coroa são feitos de prata. A decoração é usada no peito com a mesma fita da Cruz da Liberdade, 3ª Classe com Espadas: uma fita vermelha de 31 mm de largura com uma roseta, com duas faixas brancas de 2 mm de largura e uma faixa central vermelha de 4,5 mm de largura entre elas. A Cruz da Liberdade, 4ª Classe, sem espadas, é idêntica em aparência à Cruz da Liberdade, 3ª Classe, sem espadas, mas é cravejada em prata. A rosa heráldica no centro, a suástica nos braços da cruz e o desenho da coroa, que combina com o da Grã-Cruz sem espadas, são feitos de prata. |       |
| Medalha da Liberdade, 1ª Classe 1. luokan Vapaudenmitali (VM 1) Frihetsmedaljens 1. klass (FrM 1)                                             | | | | |       |
| Tempo de paz, com Cruz Vermelha | Tempo de guerra, com Cruz Vermelha | Tempo de paz | Tempo de guerra | Notas | Notas |
| | | | | A Medalha da Liberdade, 1ª Classe, é feita de prata e tem 30 mm de diâmetro. No anverso, há a cabeça coroada do leão do brasão finlandês e um braço de leão com armadura empunhando uma espada, cercado pelas palavras "Urheudesta" – "För tapperhet" ("Por Bravura"), separadas por duas rosas heráldicas. No verso, dentro de uma coroa de louros, estão as palavras "Suomen kansalta" ("Do Povo da Finlândia") e o ano que marca o início da guerra durante a qual a medalha foi concedida. Quando a medalha é concedida por méritos em tempos de paz, ela é idêntica à versão de tempos de guerra, mas no anverso, as palavras "Urheudesta" – "För tapperhet" – são substituídas por "Isänmaan puolesta" – "För fosterlandet" (Pela Pátria). No verso, dentro da coroa de louros, estão as palavras "Suomen kansalta". A medalha é usada no peito, presa a uma fita azul de 31 mm de largura com uma faixa branca de 1,5 mm de largura localizada a 2,5 mm de cada borda. |       |
| Medalha de Mérito, 1ª Classe Vapaudenristin 1. luokan ansiomitali (VR Am 1) Frihetskorsets förtjänstmedalj av 1. klass (FrK Fm 1)             | | | | |       |
| | Notas | | | |       |
| | A Medalha de Mérito, 1ª Classe, é idêntica à Medalha da Liberdade, 1ª Classe, concedida por méritos em tempos de paz. É usada no peito, presa a uma fita verde de 31 mm de largura, com uma faixa central preta de 7 mm de largura e uma faixa vermelha de 3 mm de largura, localizada a 2 mm de cada borda.. | | | |       |
| Medalha da Liberdade, 2ª Classe 2. luokan Vapaudenmitali (VM 2) Frihetsmedaljens 2. klass (FrM 2)                                             | | | | |       |
| Tempo de paz, com Cruz Vermelha | Tempo de guerra, com Cruz Vermelha | Tempo de paz | Tempo de guerra | Notas | Notas |
| | | | | A Medalha da Liberdade, 2ª Classe, é idêntica em tamanho e aparência à Medalha da Liberdade, 1ª Classe, mas é feita de bronze. A medalha é usada no peito, presa a uma fita vermelha de 31 mm de largura com uma faixa amarela de 4 mm de largura localizada a 1 mm de cada borda. |       |
| Medalha de Mérito, 2ª Classe Vapaudenristin 2. luokan ansiomitali (VR Am 2) Frihetskorsets förtjänstmedalj av 2. klass (FrK Fm 2)             | | | | |       |
| Civil | Notas | Notas | Notas | Notas | Notas |
| | A Medalha de Mérito, 2ª Classe é idêntica à Medalha da Liberdade, 2ª Classe, concedida por méritos em tempos de paz, mas é usada na mesma fita que a Medalha de Mérito, 1ª Classe. | | | |       |

### Condecorações especiais
| Cruz de Mannerheim, 1ª Classe Vapaudenristin 1. luokan Mannerheim -risti (MR 1) Frihetskorsets Mannerheimkors av 1. klass (MK 1)                            | |
| | Notas |
| | A Cruz de Mannerheim, 1ª Classe, é idêntica em tamanho à Cruz da Liberdade, 1ª Classe com Espadas, mas, com exceção da rosa heráldica no centro, é feita de esmalte preto. A decoração é usada ao redor do pescoço, suspensa na mesma fita que a Cruz da Liberdade, 1ª Classe com Espadas, concedida por méritos em tempos de guerra. A cruz ostenta seu número de série exclusivo gravado em ouro no verso.. |
| Cruz de Mannerheim, 2ª Classe Vapaudenristin 2. luokan Mannerheim -risti (MR 2) Frihetskorsets Mannerheimkors av 2. klass (MK 2)                            | |
| | Notas |
| | A Cruz de Mannerheim, 2ª Classe, tem 46 mm de altura e largura, feita de esmalte preto e fundida em ouro. O centro apresenta a rosa heráldica da Cruz da Liberdade em esmalte branco, cercada por uma coroa de louros dourada de 26 mm de largura e 20 mm de altura, com o braço armado e blindado do Brasão de Armas da Carélia. Os braços da cruz são incrustados com suásticas douradas. A cruz é usada no lado esquerdo do peito, sem fita. A cruz ostenta seu número de série exclusivo gravado no verso. A segunda condecoração da Cruz de Mannerheim, 2ª Classe, distingue-se por uma fivela fixada acima da decoração. Esta fivela consiste em dois bastões de Marechal em miniatura cruzados, cada um com 31,5 mm de comprimento, patinados em preto. As virolas dos bastões são douradas e cada uma apresenta sete saliências douradas em forma de leões. O bastão apontando para cima, à direita, está posicionado no topo. |
| Medalha da Liberdade, 1ª Classe com Roseta 1. luokan Vapaudenmitali ruusukenauhassa (Vm 1 rnk.) Frihetsmedaljens 1. klass med rosett på bandet (Frm 1 mrb.) | |
| | Notas |
| | A Medalha da Liberdade, 1ª Classe com Roseta é idêntica à Medalha da Liberdade, 1ª Classe, concedida por méritos de guerra, exceto que a fita é equipada com um laço de fita. A Medalha da Liberdade, 1ª Classe com Roseta, foi concedida apenas uma vez, a C. G. E. Mannerheim após a Guerra de Inverno. |
| Medalha de Mérito em Ouro da Ordem da Cruz da Liberdade Vapaudenristin kultainen ansiomitali (VR kult.Am) Frihetskorsets förtjänstmedalj i guld (FrK Fm g.) | |
| | Notas |
| | A Medalha de Mérito em ouro é idêntica à Medalha de Mérito, 1ª Classe, mas é feita de ouro e é usada no peito com a mesma fita das outras medalhas de mérito. A Medalha de Mérito em ouro foi concedida apenas uma vez, a Waldemar Erfurth em 13 de junho de 1944. |
| Cruz de Luto da Ordem da Cruz da Liberdade Vapaudenristin sururisti (VR surur.) Frihetskorsets sorgekors (FrK srk.)                                         | |
| | Notas |
| | A Cruz de Luto é idêntica à Cruz da Liberdade, 4ª Classe com Espadas, mas é usada no peito com uma fita preta de 31 mm de largura, com um laço de fita. A Cruz de Luto pode ser concedida ao parente mais próximo de um membro falecido das Forças Armadas Finlandesas. Uma parente mais próxima do sexo feminino tem o direito de usar a Cruz de Luto, sendo a esposa, a filha mais velha e a mãe a ordem de precedência. Se não houver nenhuma parente mais próxima do sexo feminino, a cruz é concedida ao parente mais próximo do sexo masculino, que não tem o direito de usá-la. |
| Medalha de Luto da Ordem da Cruz da Liberdade Vapaudenristin surumitali (VR surum.) Frihetskorsets sorgemedalj (FrK srm.)                                   | |
| | Notas |
| | A Medalha de Luto da Ordem da Cruz da Liberdade é idêntica à Medalha de Mérito, 1ª Classe da Cruz da Liberdade, mas é usada no peito com uma fita preta de 31 mm de largura. A Medalha de Luto é concedida aos familiares daqueles que perderam a vida na indústria militar ou em outros trabalhos de defesa do país, nas mesmas condições da Cruz de Luto. |

No total, a ordem tem 55 insígnias distintas.  Devido às inúmeras formas de atribuição, foi chamada de "a ordem mais complexa da Europa". 

## Destinatários notáveis

### Grã-Cruzes
1ª Classe com Estrela
- Ernst Busch
- Wilhelm Canaris
- Rolf Carls
- Eduard Dietl
- Waldemar Erfurth
- Hans Jeschonnek
- Timo Kivinen
- Günther Korten
- Felix Steiner

1ª Classe
- Karl Allmendinger
- Hans Baur
- Gottlob Berger
- Wilhelm Berlin
- Karl Bodenschatz
- Franz Böhme
- Kurt Böhmer
- Theodor Burchardi
- Leopold Bürkner
- Erich Buschenhagen
- Hans Bütow
- Hans Degen
- Karl Maria Demelhuber
- Erwin Engelbrecht
- Kurt Fricke
- William R. Furlong
- Herbert Gille
- Rüdiger von der Goltz[16]
- Władysław Grabski
- Wilhelm Hasse
- Georg Ritter von Hengl
- Adolf Heusinger
- Otto Hoffmann von Waldau
- Alexander Holle
- Alfred Jodl
- Ferdinand Jodl
- Heinrich Kittel
- Philipp Kleffel
- Matthias Kleinheisterkamp
- August Krakau
- Hans Kreysing
- Karl von Le Suire
- Fanni Luukkonen
- Walter Nowotny
- Friedrich Paulus
- Georg Radziej
- Elisabeth Rehn
- Herbert Rieckhoff
- August Schmidt
- Hubert Schmundt
- Ferdinand Schörner
- Hans-Georg von Seidel
- Karl Weisenberger
- Albert Wodrig
- Kurt Zeitzler
- Arthur Zimmermann

2ª Classe
- Eugen-Heinrich Bleyer
- Eckhard Christian
- Gerhard Engel
- Hans-Karl Freiherr von Esebeck
- Nikolaus von Falkenhorst
- Hermann Fischer
- Bruno Frankewitz
- Eberhard Kinzel
- Mauno Koivisto
- Rolf Nevanlinna
- Carl Petersén
- Erich Rudorffer
- Jorma Sarvanto
- Karl Schnörrer
- Reiner Stahel
- Alois Windisch

3ª Classe
- Simo Häyhä
- Ilmari Juutilainen
- Paul Klatt
- Einar Lundborg
- Carl Petersén
- Jorma Sarvanto
- Reiner Stahel
- Mikko Hyppönen[16]
- Wolfgang de Hesse-Cassel

Outras classes ou desconhecidas
- Franz Augsberger
- Verna Erikson
- John F. "Jack" Hasey
- Olaf Helset
- Harry Järv
- Kurt Kuhlmey
- Rudolph Lambart, 10.º Conde de Cavan
- Leonard Mociulschi
- Bernhard Paus
- Walter Schuck
- Hjalmar Siilasvuo
- Arne Somersalo
- Jerzy Świrski

### Instituições

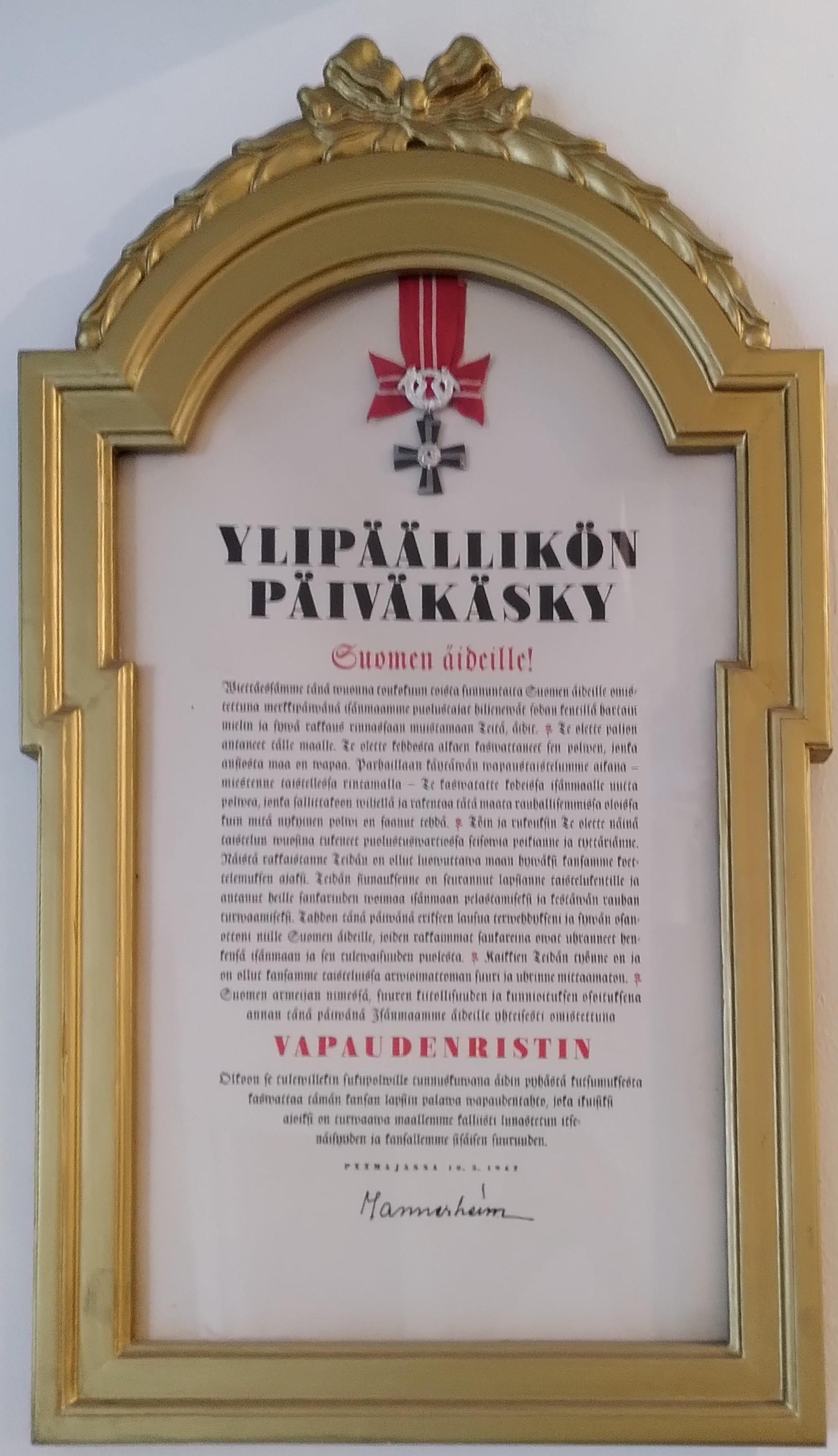
Ordem do Dia nº 60 (1942) concedendo a Ordem da Cruz da Liberdade, 4ª Classe, a todas as mães da Finlândia

Os estatutos permitem que a ordem seja conferida coletivamente. Os seguintes foram concedidos:
[Nota] Nenhuma tradução oficial disponível.